# Baâlons
Pour les articles homonymes, voir Baâlon.
Baâlons est une commune française, située dans le département des Ardennes en région Grand Est.

## Géographie

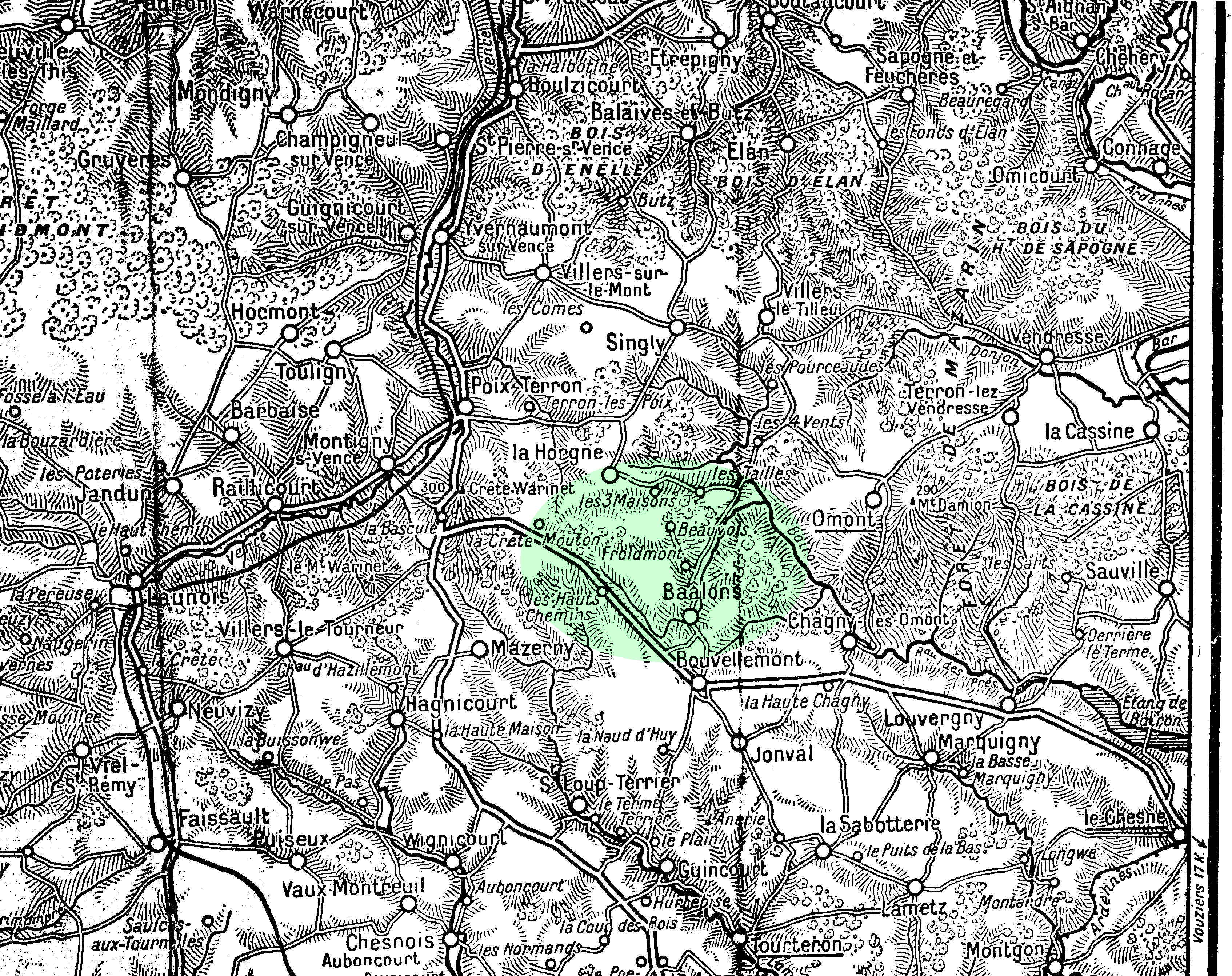
Baâlons et ses environs.

### Localisation
Baâlons se situe dans une légère dépression (alt. 238 mètres à l'église), à proximité nord de la ligne ardennaise de partage des eaux.
Deuxième étage du terrain jurassique : marnes et calcaires argilo-siliceux durs, exploitables pour moellons.
| Poix-Terron        | La Horgne    | Villers-le-Tilleul |
| Mazerny            | Baâlons      | Omont              |
| Saint-Loup-Terrier | Bouvellemont | Chagny             |

### Géologie et relief
Hydrogéologie et climatologie : Système d’information pour la gestion des eaux souterraines en Seine-Normandie, par le BRGM :
Territoire communal : Occupation du sol (Corinne Land Cover); Cours d'eau (BD Carthage),
Géologie : Carte géologique; Coupes géologiques et techniques,
 Hydrogéologie : Masses d'eau souterraine; BD Lisa; Cartes piézométriques.

### Sismicité
Commune située dans une zone de sismicité faible.

### Hydrographie
La commune est traversée par la ligne de partage des eaux entre  les bassins hydrographiques Rhin-Meuse et Seine-Normandie. Elle est drainée par le ruisseau de Bairon, le ruisseau de Saint-Lambert, le ruisseau de Baalons, le ruisseau des Puiselets et le Fossé 02 de la commune de Saint-Loup-Terrier,.
Le ruisseau de Bairon, d'une longueur de 25 km, prend sa source dans la commune de La Horgne et se jette  dans la Bar à Tannay, après avoir traversé neuf communes.
Le ruisseau de Saint-Lambert, d'une longueur de 21 km, prend sa source dans la commune de Baâlon et se jette  dans l'Aisne à Attigny, après avoir traversé neuf communes.

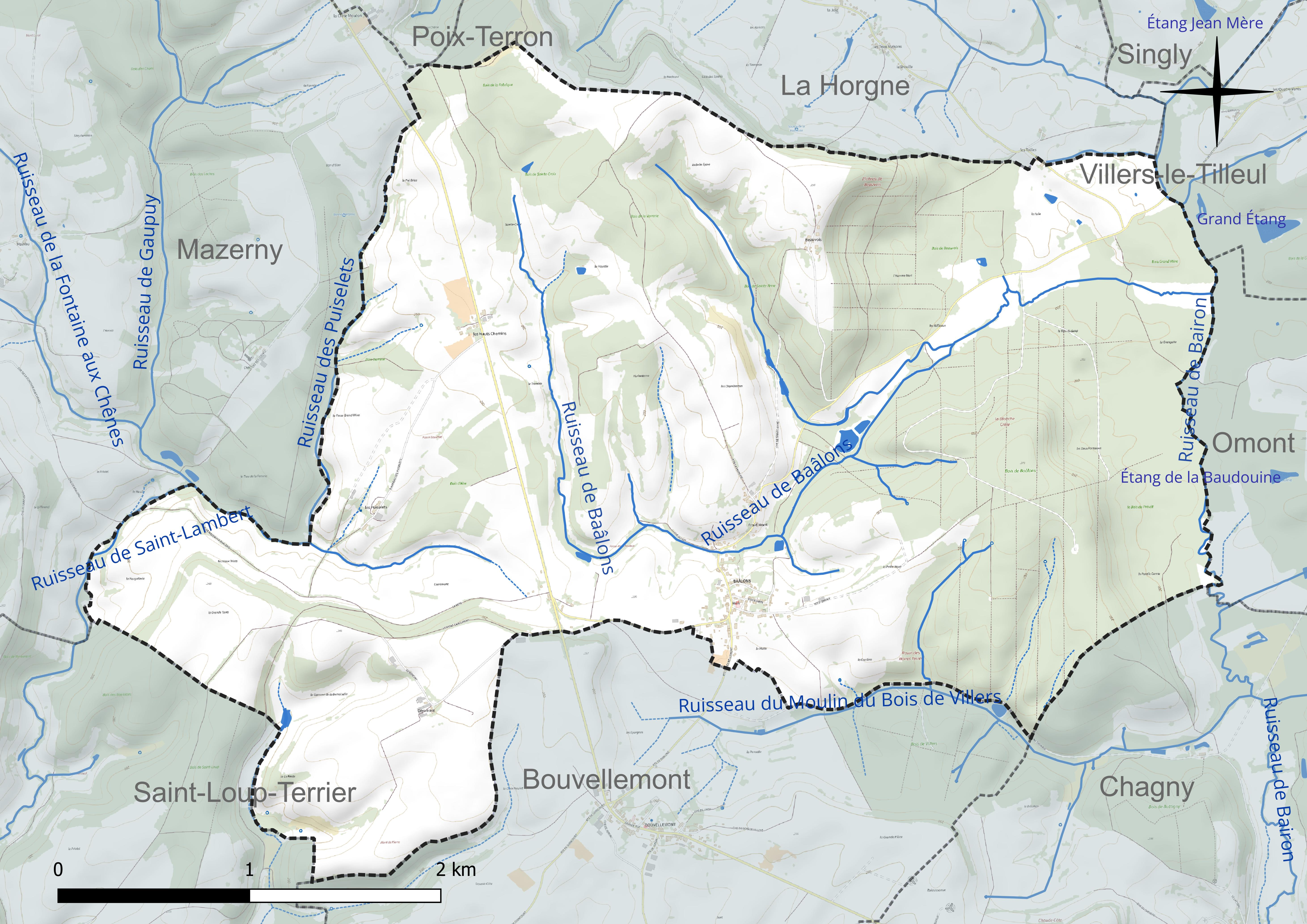
Réseaux hydrographique de Baâlons.

### Climat
Pour des articles plus généraux, voir Climat du Grand Est et Climat des Ardennes.
En 2010, le climat de la commune est de type climat de montagne, selon une étude du Centre national de la recherche scientifique s'appuyant sur une série de données couvrant la période 1971-2000. En 2020, Météo-France publie une typologie des climats de la France métropolitaine dans laquelle la commune est exposée à un climat océanique altéré et est dans la région climatique Nord-est du bassin Parisien, caractérisée par un ensoleillement médiocre, une pluviométrie moyenne régulièrement répartie au cours de l’année et un hiver froid (3 °C).
Pour la période 1971-2000, la température annuelle moyenne est de 9,8 °C, avec une amplitude thermique annuelle de 15,8 °C. Le cumul annuel moyen de précipitations est de 958 mm, avec 14,2 jours de précipitations en janvier et 9,7 jours en juillet. Pour la période 1991-2020, la température moyenne annuelle observée sur la station météorologique de Météo-France la plus proche, « Launois-sur-Vence_sapc », sur la commune de Launois-sur-Vence à 12 km à vol d'oiseau, est de 10,5 °C et le cumul annuel moyen de précipitations est de 889,5 mm. 
La température maximale relevée sur cette station est de 39,4 °C, atteinte le 25 juillet 2019 ; la température minimale est de −12,8 °C, atteinte le 7 février 2012,,.
Les paramètres climatiques de la commune ont été estimés pour le milieu du siècle (2041-2070) selon différents scénarios d'émission de gaz à effet de serre à partir des nouvelles projections climatiques de référence DRIAS-2020. Ils sont consultables sur un site dédié publié par Météo-France en novembre 2022.

### Voies de communications et transports

#### Voies routières
- A34 : Échangeurs Poix-Terron, Yvernaumont, Boulzicourt.
- A203 :Échangeurs Villers-Semeuse, Lumes.

#### Transports en commun
- Fluo Grand Est.
- T.A.D.

##### SNCF

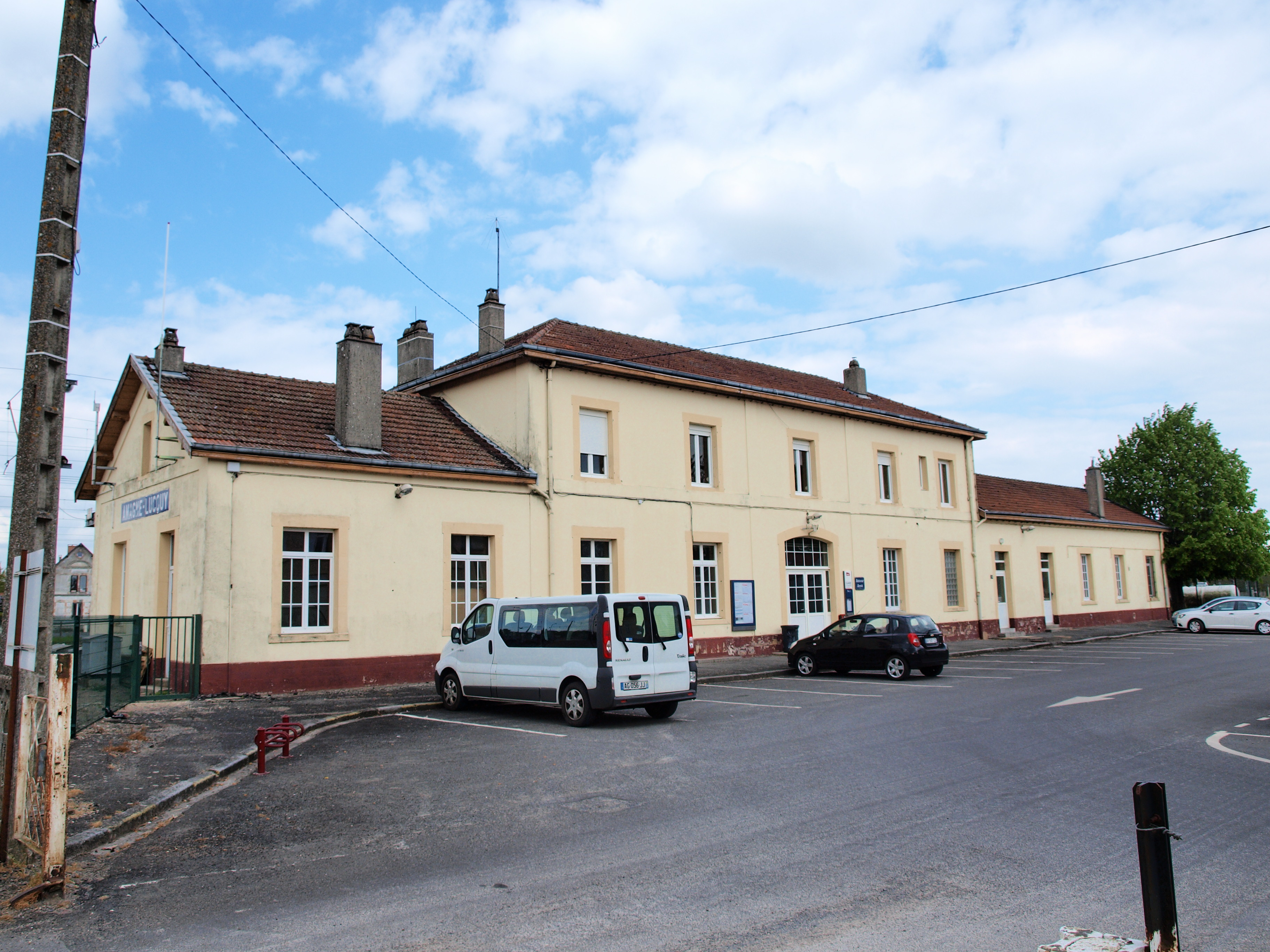
Gare d'Amagne - Lucquy.

- Gare de Nouvion-sur-Meuse.
- Gare d'Amagne - Lucquy.
- Gare de Vrigne-Meuse.
- Gare de Lumes.
- Gare de Mohon.

### Intercommunalité
Commune membre de la Communauté de communes des crêtes préardennaises

## Urbanisme

### Typologie
Au 1er janvier 2024, Baâlons est catégorisée commune rurale à habitat dispersé, selon la nouvelle grille communale de densité à 7 niveaux définie par l'Insee en 2022.
Elle est située hors unité urbaine. Par ailleurs la commune fait partie de l'aire d'attraction de Charleville-Mézières, dont elle est une commune de la couronne,. Cette aire, qui regroupe 132 communes, est catégorisée dans les aires de 50 000 à moins de 200 000 habitants,.

### Occupation des sols
L'occupation des sols de la commune, telle qu'elle ressort de la base de données européenne d’occupation biophysique des sols Corine Land Cover (CLC), est marquée par l'importance des territoires agricoles (55 % en 2018), une proportion sensiblement équivalente à celle de 1990 (54,2 %). La répartition détaillée en 2018 est la suivante : 
forêts (43,2 %), prairies (41 %), terres arables (13,9 %), zones urbanisées (1,8 %), zones agricoles hétérogènes (0,1 %). L'évolution de l’occupation des sols de la commune et de ses infrastructures peut être observée sur les différentes représentations cartographiques du territoire : la carte de Cassini (XVIIIe siècle), la carte d'état-major (1820-1866) et les cartes ou photos aériennes de l'IGN pour la période actuelle (1950 à aujourd'hui).

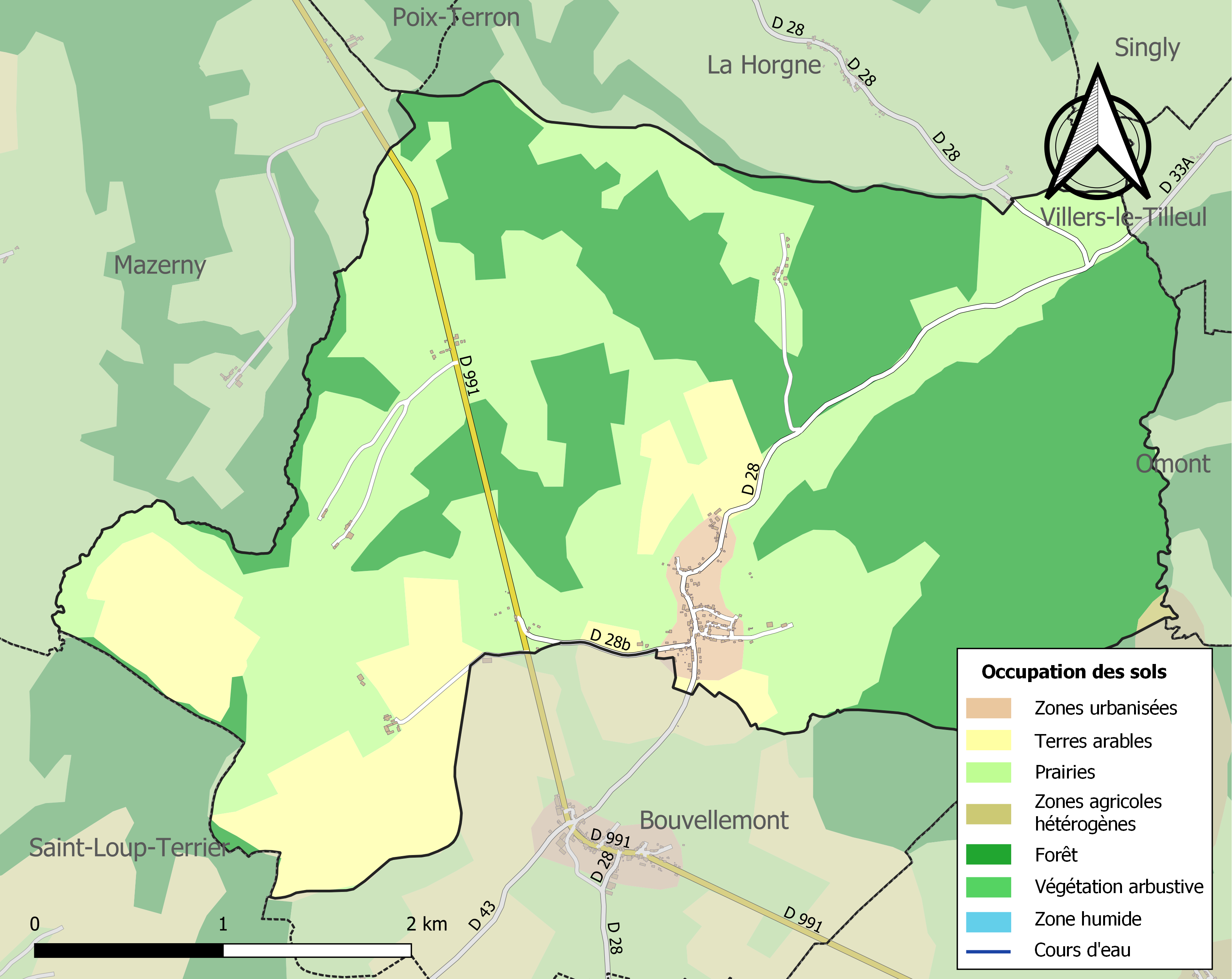
Carte des infrastructures et de l'occupation des sols de la commune en 2018 (CLC).

## Toponymie
Du gaulois *bal « hauteur ».

## Histoire
- Découvertes archéologiques :
  - Outils et éclats de silex probablement néolithiques
  - Statuettes de Mars et Jupiter en bronze gallo-romaines
  - Cimetière mérovingien et carolingien

Le Dictionnaire universel de la France ancienne et moderne et de la Nouvelle France(Archives MAE), de Cl. Marin Saugrain, en 1726, indique : 
« BAALON, dans la Champagne, Diocèse de Reims, Parlement de Paris, Intendance de Châlons, Élection de Rhetel, a 419 habitans. La Cure vaut neuf cens livres. »
Deux habitants ont été admis parmi les 4281 Justes parmi les nations de France pour avoir sauvé des personnes juives persécutées par le régime nazi et le gouvernement de Vichy :
- Nestor Prime[21].
- Roger Prime[22].

### Commanderie hospitalière de Sainte-Croix
Les Hospitaliers de l'ordre de Saint-Jean de Jérusalem tenaient un établissement nommé Sainte-Croix,, déjà au commencement du XIIIe siècle, qui se composait d'une maison avec plus de 400 arpents de terre. C'était un ancien fief amorti où la commanderie avait la haute, moyenne et basse justice. Cette maison se trouvait sur le chemin de Mézières à Attigny.
Au mois d'avril 1213, Salomon de Baâlons, chevalier, par devant l'archevêque de Reims, renonce aux revendications qu'il soulevait au sujet de l'usage d'un bois au dit Baâlons : il en laisse aux religieux, habitant la maison de Sainte-Croix, l'usage pour leur chauffage et la construction, en ne conservant que des hêtres et des chênes, et ajoute le pâturage moyennant un cens de deux septiers d'avoine.
La maison avait été en partie rebâtie, d’après un marché dressé le 26 août 1571, pour la construction d'un corps de logis de 48 pas de long sur 30 de large.
La cense comprenait 112 arpents ; elle était louée en 1497 pour 4 livres tournois, pour 130 livres en 1698 ; pour 200 livres tournois, 15 livres de chanvre et 30 livres de beurre, en 1732 ; 400 livres en 1788. Il y avait en outre 32 arpents de bois exploités à part.
Il n'en reste, aujourd'hui, rien d'autre que le toponyme.

## Politique et administration
| Période                                  | Période   | Identité           | Étiquette | Qualité            |
| ---------------------------------------- | --------- | ------------------ | --------- | ------------------ |
| Les données manquantes sont à compléter. |           |                    |           |                    |
| mars 2001                                | mars 2008 | Ludovic Dasnois    | DVD       |                    |
| mars 2008                                | mars 2012 | Henri Charpentier  |           |                    |
| avril 2012                               | juin 2020 | Pascal Nihotte     |           |                    |
| juin 2020                                | En cours  | Raoul Charbonneaux |           | Ancien agriculteur |

### Budget et fiscalité 2021
En 2021, le budget de la commune était constitué ainsi :
- total des produits de fonctionnement : 136 000 €, soit 630 € par habitant ;
- total des charges de fonctionnement : 123 000 €, soit 572 € par habitant ;
- total des ressources d'investissement : 55 000 €, soit 258 € par habitant ;
- total des emplois d'investissement : 13 000 €, soit 60 € par habitant ;
- endettement : 17 000 €, soit 79 € par habitant.

Avec les taux de fiscalité suivants :
- taxe d'habitation : 15,05 % ;
- taxe foncière sur les propriétés bâties : 33,83 % ;
- taxe foncière sur les propriétés non bâties : 18,76 % ;
- taxe additionnelle à la taxe foncière sur les propriétés non bâties : 0,00 % ;
- cotisation foncière des entreprises : 0,00 %.

Chiffres clés Revenus et pauvreté des ménages en 2020 : médiane en 2020 du revenu disponible, par unité de consommation : 24 200 €.

## Économie

### Entreprises et commerces

#### Agriculture
- Élevage de vaches laitières.
- Culture et élevage associés.
- Culture de céréales, de légumineuses et de graines oléagineuses.

#### Tourisme
- Hébergements et restauration à Poix-Terron, La Sabotterie, Hagnicourt, Lametz.

#### Commerces
- Commerces et services de proximité à Bairon, Faissault, Villers-Semeuse, Boulzicourt.

## Population et société

### Démographie

#### Pyramide des âges
L'évolution du nombre d'habitants est connue à travers les recensements de la population effectués dans la commune depuis 1793. Pour les communes de moins de 10 000 habitants, une enquête de recensement portant sur toute la population est réalisée tous les cinq ans, les populations de référence des années intermédiaires étant quant à elles estimées par interpolation ou extrapolation. Pour la commune, le premier recensement exhaustif entrant dans le cadre du nouveau dispositif a été réalisé en 2007.

En 2022, la commune comptait 208 habitants, en évolution de −5,45 % par rapport à 2016 (Ardennes : −2,97 %, France hors Mayotte : +2,11 %).
| 1793 | 1800 | 1806 | 1821 | 1831 | 1836 | 1841 | 1846 | 1851 |
| ---- | ---- | ---- | ---- | ---- | ---- | ---- | ---- | ---- |
| 660  | 751  | 795  | 902  | 925  | 947  | 920  | 907  | 862  |

| 1866 | 1872 | 1876 | 1881 | 1886 | 1891 | 1896 | 1901 | 1906 |
| ---- | ---- | ---- | ---- | ---- | ---- | ---- | ---- | ---- |
| 682  | 633  | 609  | 553  | 528  | 476  | 415  | 377  | 392  |

| 1911 | 1921 | 1926 | 1931 | 1936 | 1946 | 1954 | 1962 | 1968 |
| ---- | ---- | ---- | ---- | ---- | ---- | ---- | ---- | ---- |
| 346  | 301  | 288  | 259  | 232  | 251  | 204  | 173  | 169  |

| 1975 | 1982 | 1990 | 1999 | 2006 | 2007 | 2012 | 2017 | 2022 |
| ---- | ---- | ---- | ---- | ---- | ---- | ---- | ---- | ---- |
| 163  | 147  | 160  | 170  | 195  | 199  | 235  | 207  | 208  |

### Enseignement
Établissements d'enseignements :
- Écoles maternelles à Saint-Loup Terrier, Poix-Terron, Tourteron, Guignicourt-sur-Vence.
- Écoles primaires à Poix-Terron, Guignicourt-sur-Vence.
- Collèges à Nouvion-sur-Meuse, Attigny, Charleville-Mézière, Villers-Semeuse.
- Lycées à Charleville-Mézière.

### Santé
Professionnels et établissements de santé :
- Médecins à Poix-Terron, Le Chesne, Boulzicourt, Saulces-Monclin, Flize, Attigny.
- Pharmacies à Poix-Terron, Sorcy-Bauthémont, Le Chesne, Saul Monclin, Flize.
- Hôpitaux à Charleville-Mézières, Sedan.

### Cultes
- Culte catholique, Paroisse Notre Dame des Crêtes[34], Diocèse de Reims.

## Culture locale et patrimoine

### Lieux et monuments
- Église paroissiale Saint-Rémi[35]. Remarquable église des XIIIe et XIVe siècles, de style roman tardif, doté d'un tympan de porte du Xe siècle, représentant un homme avec une crosse et un livre ouvert, entouré de deux anges[36].

Harmonium.
- Chapelle Sainte-Anne[38], érigée en 1911 sur l'emplacement d'une chapelle datant de 1807, près de la source de sainte Anne, lieu de pèlerinage. La procession de Sainte-Anne se tient le 26 juillet de chaque année[39],[40].
- Ancien fief de Géraumont. S'y dresse encore un château, aujourd'hui exploitation agricole.
- Monument aux morts[41] Conflits commémorés : Guerre franco-allemande de 1914-1918.

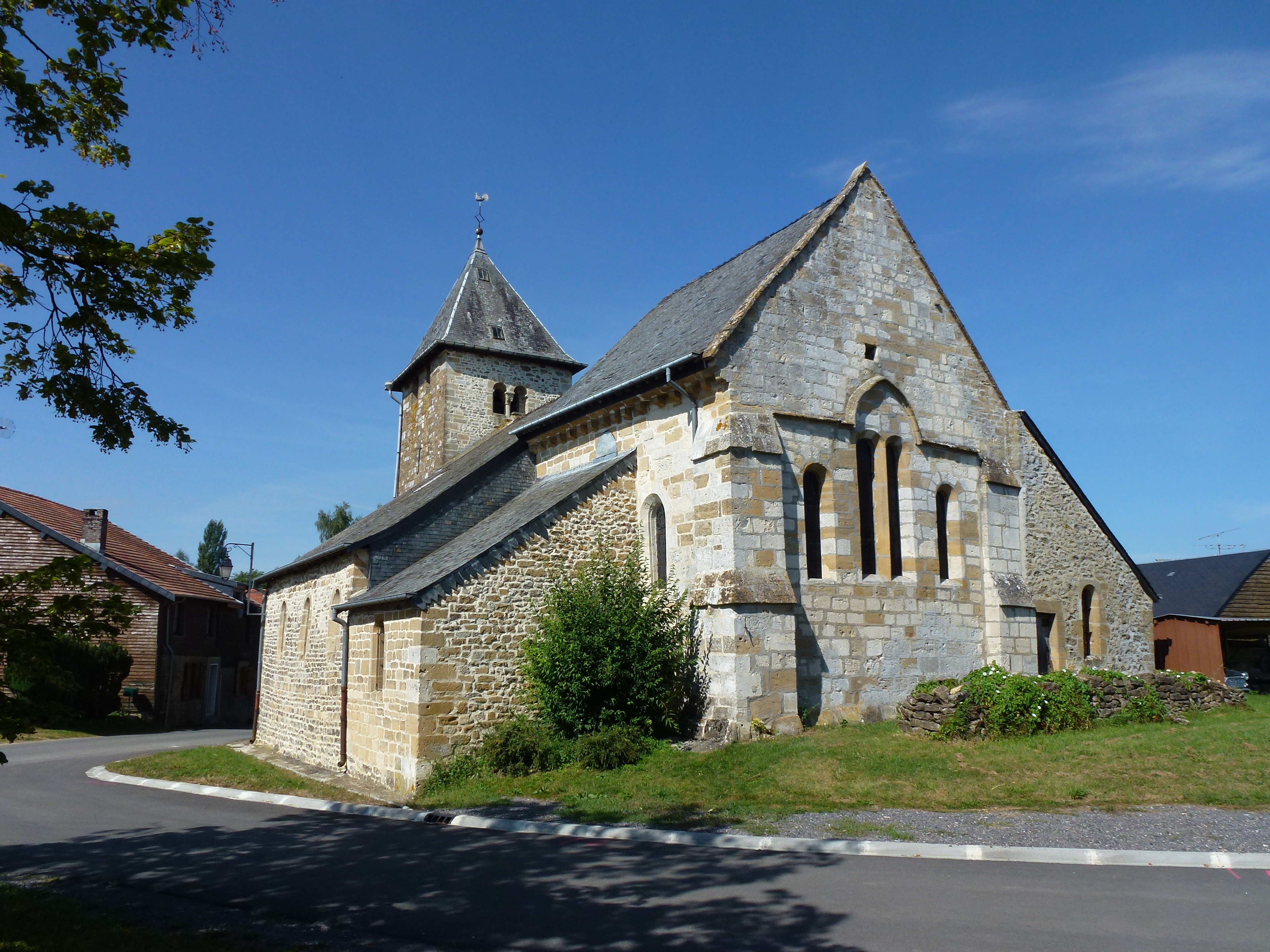
Vue globale de l'église Saint-Rémi.
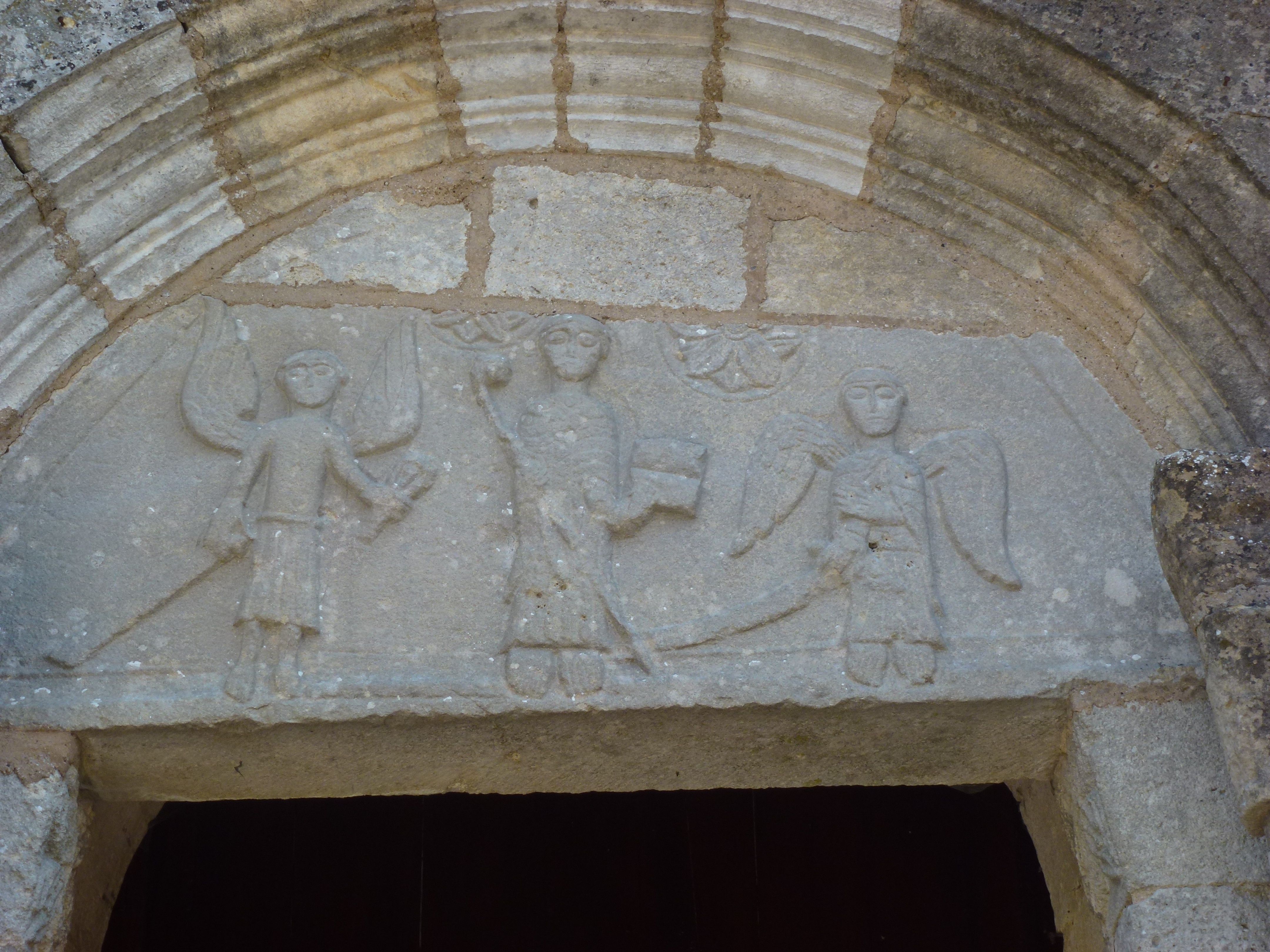
Tympan de l'église
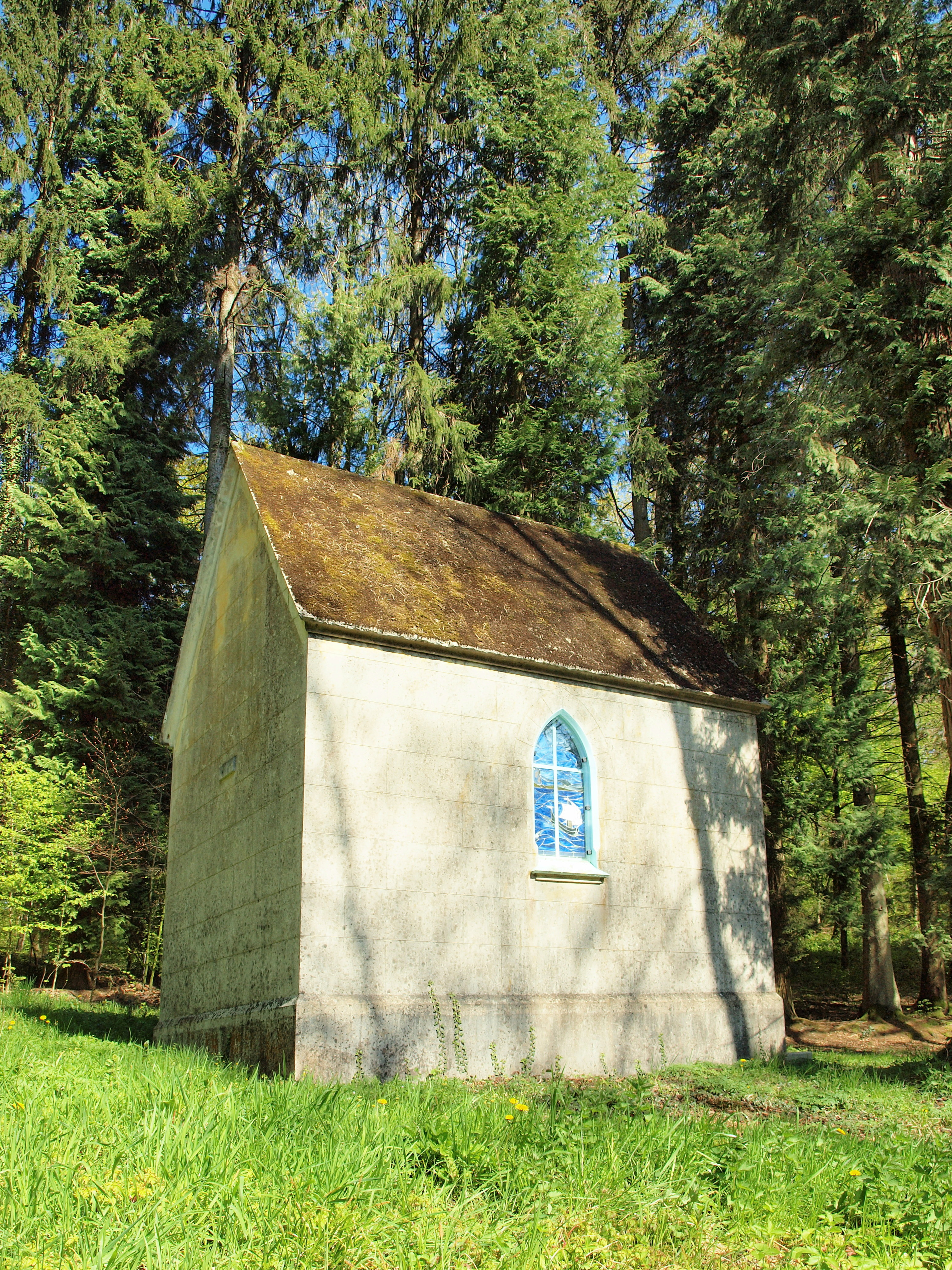
Chapelle de Sainte-Anne.
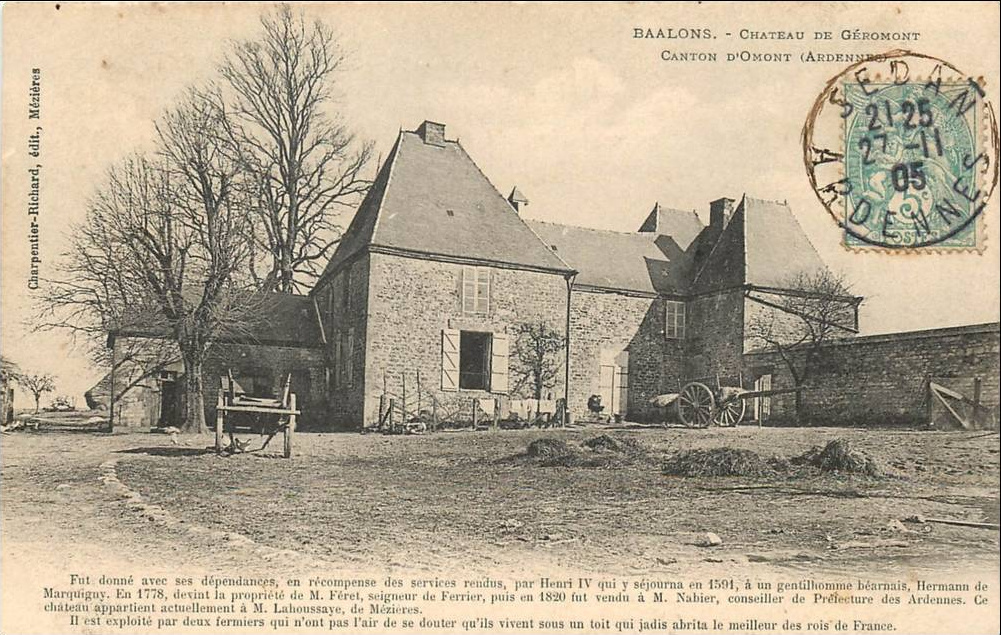
Le château de Géraumont.
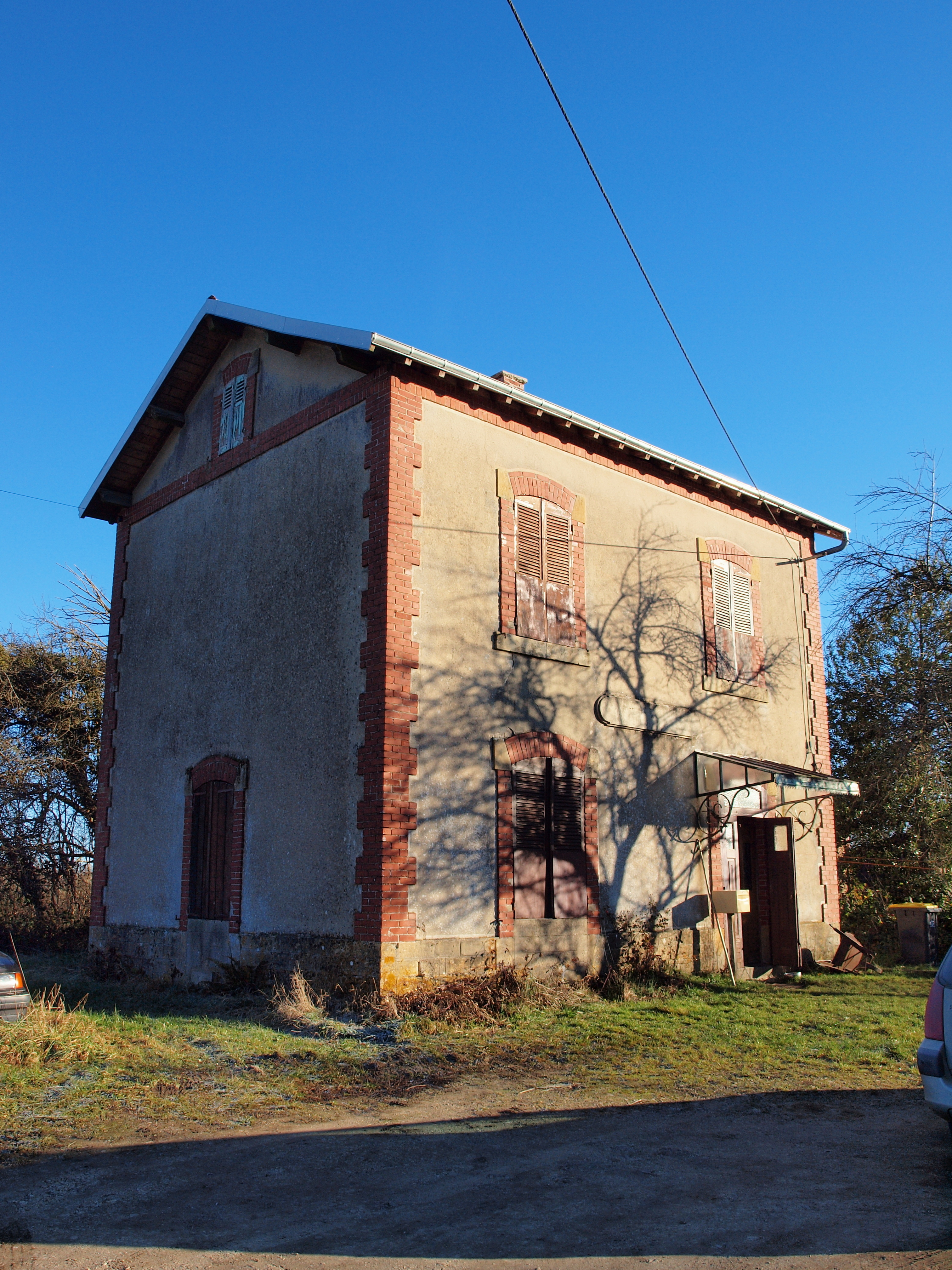
Ancienne gare ferroviaire de Baâlons.

### Les hameaux et lieux-dits

#### La Folie et la Grangette
La Folie est un ancien fief. Son seigneur féodal, Definfe, demeurant en sa terre de Bussy-lès-Séchault, le proposa à la vente, le 28 mars 1774, dans Les Affiches de Reims: 
« A vendre les terres et seigneuries de la Grangette et de la Folie, qui tiennent ensemble, avec haute, moyenne et basse justice. Elles sont situées entre Omont et Balon, à 3 lieues de Mézières, 4 de Sedan et 5 de Rethel dont elles ressortissent. Celle de la Grangette consiste en un tiers des droits seigneuriaux, terres, prés, bois. Celle de la Folie en un château bâti en pierre de taille, entouré de grange, écuries et murs, jardin et fossés, terres, prés, bois, etc. ».
La mise en vente dut être infructueuse, car le 24 juillet 1786, il réitère l'offre par la même gazette.
Il n'en reste, aujourd'hui, rien d'autre que le toponyme.

#### Les Puiselets
Les Puiselets est  un écart en deux parties, vers la limite du ban de Mazerny. Il est aujourd'hui fort peu peuplé. Le Dictionnaire général des villes bourgs, villages, hameaux et fermes de la France, de Duclos, indique, en 1846, 70 habitants. On peut y visiter les vieux chênes dans le chemin creux et l'ancien lavoir.

#### Beauvois
Hameau peuplé.

### Personnalités liées à la commune
- Eugène Houssière, émigré en Louisiane, États-Unis, en 1883 et y fait fortune dans le pétrole, donateur de la chapelle Sainte-Anne en 1911[45],[46],[47].

### Héraldique
| Blason de Baâlons | Blason  | Parti : au 1er d'or au lion de sable, au 2e d'argent à trois fasces de sable, le tout sommé d'un chef de gueules chargé de trois étoiles d'or. |
| Blason de Baâlons | Détails | Création Jean-Jacques Baron. Adopté le 19 décembre 2008. Le statut officiel du blason reste à déterminer.                                      |